# Heidelberg (Pennsilvània)
Heidelberg és una població dels Estats Units a l'estat de Pennsilvània. Segons el cens del 2000 tenia 1.225 habitants.

## Demografia
Segons el cens del 2000, Heidelberg tenia 1.225 habitants, 571 habitatges, i 331 famílies. La densitat de població era de 1.819,1 habitants per quilòmetre quadrat.
Dels 571 habitatges en un 21% hi vivien nens de menys de 18 anys, en un 42,6% hi vivien parelles casades, en un 12,1% dones solteres, i en un 42% no eren unitats familiars. En el 35,6% dels habitatges hi vivien persones soles el 16,8% de les quals corresponia a persones de 65 anys o més que vivien soles. El nombre mitjà de persones vivint en cada habitatge era de 2,15 i el nombre mitjà de persones que vivien en cada família era de 2,79.
Per edats la població es repartia de la següent manera: un 18,9% tenia menys de 18 anys, un 7,2% entre 18 i 24, un 30,5% entre 25 i 44, un 22,9% de 45 a 60 i un 20,6% 65 anys o més.
L'edat mediana era de 41 anys. Per cada 100 dones de 18 o més anys hi havia 87,2 homes.
La renda mediana per habitatge era de 35.000 $ i la renda mediana per família de 41.023 $. Els homes tenien una renda mediana de 32.857 $ mentre que les dones 26.298 $. La renda per capita de la població era de 18.713 $. Entorn del 8,9% de les famílies i el 9,8% de la població estaven per davall del llindar de pobresa.

## Poblacions més properes
El següent diagrama mostra les poblacions més properes.